# (1317) Silvretta
(1317) Silvretta est un astéroïde de la ceinture principale découvert le 1er septembre 1935 par l'astronome allemand Karl Wilhelm Reinmuth. Le lieu de découverte est Heidelberg (024). Sa désignation provisoire était 1935 RC.
Il est nommé d'après un massif montagneux des Alpes, Silvretta.